# Jelena Grubišić
Jelena Grubišić (Zagreb, 20. siječnja 1987.), hrvatska rukometašica, članica rukometnog kluba CSM Bukurešt i Hrvatske rukometne reprezentacije. Igra na poziciji golmana. Prije Bukurešta igrala je u zagrebačkoj Lokomotivi, ljubljanskom Krimu i Győru S Bukureštom je 2016. godine osvojila EHF Ligu prvakinja, na završnom turniru proglašena je najboljom igračicom turnira.
Krajem prosinca 2016., na 23. rukometnoj večeri u Zagrebu, proglašena je najboljom hrvatskom rukometašicom za tu godinu.

## Postignuća
- Rumunjski prvenstvo 
  - 2016.

- Mađarsko prvenstvo :
  - drugo mjesto 2015.

- Mađarski kup :
  - 2015.

- Slovensko prvenstvo :
  - 2010., 2011., 2012., 2013., 2014.

- Slovenski kup :
  - 2010., 2011., 2012., 2013., 2014.

- Prvenstvo Hrvatske :
  - 2004.

- Hrvatski kup:
  - 2005. 2007.

- EHF Liga prvaka:
  - 2016.